# Albert Henri Charles Breton
Albert Henri Charles Breton (Saint-Inglevert, 16 de julio de 1882 - Kamakura, 12 de agosto de 1954) fue un prelado católico francés, de la Sociedad de las Misiones Extranjeras de París, misionero en Japón y obispo de Fukuoka.

## Biografía
Albert Henri Charles Breton nació en Saint-Inglevert, en el departamento de Paso de Calais (Francia), e el 16 de julio de 1882, en el seno de una familia de agricultores. En 1892 ingresó al seminario de Maquetra, en 1899 pasó al de Arrás y el 10 de septiembre de 1901 ingresó a la Sociedad de las Misiones Extranjeras de París. Fue ordenado sacerdote el 29 de junio de 1905 y el 2 de agosto de ese mismo año fue enviado de misión a Japón. Fue nombrado párroco de Aomori hasta 1912. Ese año fue trasladado a la misión de California en los Estados Unidos para trabajar en favor de los inmigrantes japoneses. En 1921 estuvo un breve periodo de tiempo de Canadá, para ayudar con la fundación de la Sociedad de Misiones Extranjeras de Quebec. Ese mismo año regresó a Japón, donde en 1925 fundó a las Hermanas de la Visitación.
En 1926 fue destinado a las misiones en el suburbio de Omori, en Tokio y en 1930 fue nombrado representante de las misiones japonesas en la asamblea de eurodiputados. A su regreso se hizo cargo de la parroquia del barrio de Hongō (Tokio). El papa Pío XI le nombró obispo de Fukuoka el 9 de junio de 1931. Fue consagrado el 26 de septiembre de ese mismo año, de manos de Jean-Baptiste-Alexis Chambon, arzobispo de Tokio. Durante su episcopado se dedicó a la construcción de nuevas iglesias, escuelas católicas y a la formación de los cristianos, para incrementar el trabajo misionero, trajo a religiosos de la Compañía de Sacerdotes de San Sulpicio. 
Debido al Pacto Tripartito (1940), que aliaba a Japón con Alemania e Italia, y a la represión japonesa hacia los extranjeros en su país, en tiempos de la Segunda Guerra Mundial, Breton debió renunciar al cargo de obispo, para que le sucediera uno japonés, Domingo Senyemon Fukahori. A causa del Ataque a Pearl Harbor de los Estados Unidos (8 de diciembre de 1941), el gobierno japonés detuvo a Albert Breton hasta el 8 de abril de 9142. Los últimos años de su vida los pasó en la casa de su congregación en Kamakura, donde murió el 12 de agosto de 1954.